# 馬約-巴尼奧州
6°45′N 11°50′E / 6.750°N 11.833°E

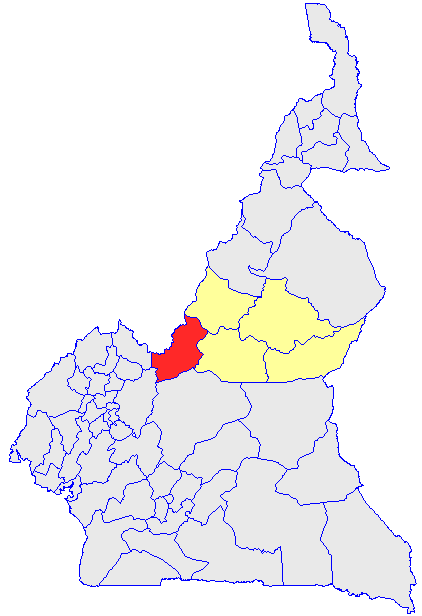
馬約-巴尼奧州在喀麦隆的位置

馬約-巴尼奧州（法語：Mayo-Banyo）是喀麥隆的58個州份之一，位於該國中部，由阿達馬瓦區負責管轄，北面是傑雷姆州，面積8,520平方公里，2001年人口134,902，人口密度每平方公里15.8人。